# Nyanya
Nyanya ist eine Stadt im Bundesstaat Nassarawa in Nigeria, rund 26 km südöstlich der Millionen- und Hauptstadt Abuja.

## Geografie
Die Stadt gehört zur Karu Local Government Area. Sie grenzt im Nordwesten an die Federal Capital Territory, um die nigerianische Hauptstadt Abuja, im Norden an die Ortschaft Akwanga in der Local Government Area, sowie im Südosten an Lafia und im Süden an Orozo im Karshi Distrikt.

## Verkehr
Die New Nyanya Mass Transport Company unterhält mit dem Nyanya Mass Transit Bus Park, dem Zuba Motor Park und dem Utako Motor Parks derzeit Drei Busbahnhöfe. Die Haltepunkte unterhalten, eine täglich verkehrende Buslinie auf dem Abuja-Keffi Expressway in die Landeshauptstadt Abuja.
Die Busbahnhöfe waren in der Vergangenheit immer wieder Ziel von Terroranschlägen der muslimisch geprägten Terrororganisation Boko Haram. So starben am 14. April 2014, 71 Personen durch zwei Autobomben auf dem Nyanya Mass Transit Bus Park. Am 1. Mai 2014 ereignete sich 100 Meter westlich des Nyanya Park’s, ein Anschlag auf den privaten Bushaltepunkt Zuba Park, bei dem durch eine Autobombe, mindestens neun Menschen starben.

## Bildung
Die Stadt unterhält derzeit einen Kindergarten, zwei Vorschulen und sieben Secondary Schools.